# Trichodillidium malickyi
Trichodillidium malickyi är en kräftdjursart som beskrevs av Helmut Schmalfuss 1989A. Trichodillidium malickyi ingår i släktet Trichodillidium och familjen klotgråsuggor. Inga underarter finns listade i Catalogue of Life.